# 平治之乱
平治之亂是指平治元年(1159)，河內源氏棟樑源义朝，趁平清盛离开京城之際，联合藤原信頼襲擊后白河上皇亲信信西，並拘禁后白河上皇和二條天皇。在外的平清盛闻讯，立刻赶回京城击败源义朝，最後源义朝在逃亡至尾张时被其家臣杀害。经此一事，平清盛奠定其武家棟梁的地位。
因为此变发生于二條天皇平治元年，故史称平治之乱。

## 背景
保元之亂後，後白河天皇乳母夫及側近信西掌握政治的主導權。保元元年(1156)閏9月，朝廷頒布『保元新制』，以「九州之地，一人有之。王命之外，豈敢施私威」開篇，其內容標榜王土思想，意圖重整莊園公領制。而後，在信西的主導下，朝廷設置主掌莊園整頓及相關訴訟的記錄所，重建內裏及大內裏，並復興内宴、相撲節會等傳統儀禮。
保元3年(1158)8月，後白河天皇讓位予其第一皇子守仁(即二條天皇)，後白河天皇作為治天之君實行院政。守仁為鳥羽天皇(後白河天皇父親)的皇后美福門院的養子，對美福門院為首的二條親政派而言，後白河天皇只係一過渡期的天皇。二條親政派以藤原經宗(二條天皇的伯父)及藤原惟方(二條天皇的乳兄弟)為核心，與後白河院政派對立。
於此期間，藤原信頼以後白河上皇男寵身分，於朝堂上的地位不斷晉升，其26歲時就升任至正三位權中納言，並且就任後白河上皇的院廄別當，相當於後白河上皇的親衛隊隊長。藤原信頼與平家、奧州藤原氏、攝關家結為姻親；並透過其知行國武藏及陸奧，與同樣在東國有勢力的源義朝形成政治同盟。藤原信頼而後進一步要求升任大臣、近衛大將，但遭到信西阻止；據《玉葉》記載，信西將藤原信頼比做安祿山勸戒後白河上皇其危險性，但後白河上皇不予理會。
另一方面，河內源氏自第三代棟樑源義家晚年時起內部開始分裂，宗家與分家相互對立，其武家棟梁的地位逐漸被伊勢平氏「平正盛 - 平忠盛 - 平清盛」此一脈取代。相較於受到歷代當權者寵幸的平家，河內源氏的發展受限。而《愚管抄》記載，保元之亂後，信西主持論功行賞，平家多人擔任國司，而源義朝只升任至左馬頭，此舉使源義朝對信西產生一定程度的憎恨。《愚管抄》更記載，源義朝希望與信西結為姻親，卻被信西以「吾兒為讀書人，不得成為武士的女婿」為由拒絕；然而，信西卻答應與平清盛結為姻親，此舉使源義朝感到受辱，因而對信西懷恨於心。

## 經過

### 三條殿襲撃
平治元年(1159)12月4日，平清盛出發前往熊野參拜。趁此之際，12月9日，半夜，藤原信賴與源義朝率軍突襲並火攻後白河上皇居所三條殿，成功抓捕後白河上皇，將其幽禁於內裏一本御書所，並交由源光基、源季實等二條親政派武士護衛。而後，源義朝率軍襲擊信西的宅邸，然信西已聞風而逃。
信西自知其逃不過追兵的抓捕，於山城國田原自盡，然其屍首被檢非違使源光保發覺，於京都梟首示眾，信西一族也被處以流刑。掌握後白河上皇及二條天皇的藤原信賴接著舉行臨時除目，源義朝升任至從四位下播磨守，源賴政就任伊豆守，源義朝嫡子源賴朝就任右兵衛權佐。

### 平清盛的反擊
平清盛在紀伊國得知京城的事變後立即折返，《愚管抄》及《平治物語》皆有描述平清盛聽聞政變一事後驚慌失措的模樣，所幸其得到紀伊武士湯浅宗重及熊野別當・湛快的援助，並從伊賀、伊勢召集大量家臣，於12月17日返回其於京都郊邊六波羅的宅邸。回京的平清盛將名簿交予藤原信賴，宣誓對其效忠，使藤原信賴對平清盛失去戒心。而源義朝因並無如保元之亂時大量動員東國武士參戰，戰力有限，亦不敢對回京的平清盛為進一步的軍事行動。
12月25日晚上，二條天皇近臣藤原經宗、藤原惟方在平清盛的協助下，成功將二條天皇從內裏營救出來，而後移駕平清盛宅邸，以攝關家藤原忠通為首的眾公卿也聚集於此。另一方面，後白河上皇也從信頼・義朝軍手中逃脫。據《愚管抄》記載，因此事，源義朝斥責藤原信頼為天下第一愚蠢之人。隔日，平清盛取得追討藤原信頼、源義朝的宣旨，平家成為朝廷的「官軍」。
平清盛嫡子平重盛率軍攻擊佔據內裏的藤原信頼、源義朝等人，然遭信頼・義朝軍擊退，平家軍隊朝六波羅方向撤退，信頼・義朝軍前去追擊，不料先前與之同盟的美濃源氏源光保、攝津源氏源賴政等二條親政派畿內武士卻背叛被定位為「反賊」的藤原信頼、源義朝，信頼・義朝軍在六條河原慘敗於平家軍。藤原信頼意圖投靠仁和寺的覺性入道親王，但遭到引渡，而後被斬首。源義朝與其兒子們及少數郎黨則企圖逃往東國。

## 戰後
源義朝一行人在逃往東國的途中遭到延曆寺惡僧的襲擊，其叔父源義隆戰死，次男源朝長也身受重傷，不久後去世。長男源義平與源義朝分道揚鑣，潛伏於京城，企圖刺殺平清盛，最終也被抓捕而後斬首。源義朝與其乳兄弟鎌田政清於尾張國尋求鎌田政清岳父長田忠致的庇護，但雙雙遭到長田忠致殺害，源義朝的首級而後被懸掛於京都六條河原示眾。三男源賴朝於近江與大部隊走散，在尾張國被平清盛異母弟平賴盛的家臣抓捕，遣送至六波羅。出於平清盛的繼母(平賴盛的親生母親)池禅尼的請求，源賴朝並未被處以死刑，而是被流放至伊豆國。源賴朝同母弟源希義流放至土佐國，異母弟全成、義円、源義經則被送入寺廟。